# Іраклі Азаров
Іраклі Азаров (груз. ირაკლი აზაროვი; нар. 21 лютого 2002, Тбілісі) — грузинський футболіст, захисник донецького «Шахтаря» та національної збірної Грузії.
Азаров 4 рази вигравав чемпіонати Грузії та Сербії. Також він був визнаний захисником року та найкращим молодим гравцем Ліги Еровнулі у 2021 році.

## Клубна кар'єра

### «Динамо» (Тбілісі)
Азаров народився у столиці Грузії, Тбілісі та у віці 10 років приєднався до тбіліського «Динамо», історично найуспішнішого клубу в країні. Він регулярно тренувався в молодіжних командах клубу до 2019 року, коли дебютував за основну команду «Динамо». Граючи здебільшого як резервний гравець, він провів 7 матчів у 2019 році та 5 у 2020 році, в обох зробив свій внесок у те, щоб «Динамо» здобуло чемпіонат Грузії.

### «Динамо» (Батумі)
У 2021 році батумське «Динамо» зробило якісне підсилення, тож Азаров зробив крок, який приніс йому набагато більше ігрового часу та став постійним гравцем у стартовому складі, що призвело до успішного сезону, який увінчався чемпіонством Грузії 2021 року. Це також змусило його стати регулярним гравцем у збірній Грузії, що призвело до широкого інтересу клубів з-за кордону.

### «Црвена Звезда»
Незабаром, після половини сезону з «Динамо» у 2022 році, сербський футбольний клуб «Црвена Звезда» придбав Азарова. У грудні 2022 року його оголосили одним із десяти найталановитіших лівих захисників світового футболу.
Азаров провів 21 матч у чемпіонаті за клуб, який цього сезону завоював чемпіонський титул. Цей успіх зробив його чотириразовим чемпіоном у 21 рік.

### «Шахтар» (Донецьк)
22 серпня 2023 року український футбольний клуб «Шахтар» оголосив про підписання Азарова. Контракт з гравцем укладено на 5 років.

## Кар'єра у збірній
Азаров дебютував за збірну Грузії 2 червня 2021 року у товариському матчі проти Румунії.
До цього він був основним гравцем у всіх молодіжних командах з 2017 року. Також він взяв участь у всіх чотирьох іграх молодіжної збірної Грузії на молодіжному чемпіонаті Європи 2023 року.

## Статистика виступів

### Статистика виступів за збірну
Станом на 23 серпня 2023 року
| Дата       | Місто     | Господарі | Результат | Гості              | Турнір                               | Голи | Примітки |
| ---------- | --------- | --------- | --------- | ------------------ | ------------------------------------ | ---- | -------- |
| 2-6-2021   | Плоєшті   | Румунія   | 1 – 2     | Грузія             | товариський матч                     | -    |          |
| 2-9-2021   | Батумі    | Грузія    | 0 – 1     | Косово             | Відбір до ЧС 2022                    | -    |          |
| 5-9-2021   | Бадахос   | Іспанія   | 4 – 0     | Грузія             | Відбір до ЧС 2022                    | -    | 57'      |
| 12-10-2021 | Приштина  | Косово    | 1 – 2     | Грузія             | Відбір до ЧС 2022                    | -    | 80'      |
| 11-11-2021 | Батумі    | Грузія    | 2 – 0     | Швеція             | Відбір до ЧС 2022                    | -    | 55'      |
| 15-11-2021 | Горі      | Грузія    | 1 – 0     | Узбекистан         | товариський матч                     | -    | 84'      |
| 5-6-2022   | Разград   | Болгарія  | 2 – 5     | Грузія             | Ліга націй УЄФА 2022-2023 - 1-й етап | -    |          |
| 12-6-2022  | Тбілісі   | Грузія    | 0 – 0     | Болгарія           | Ліга націй УЄФА 2022-2023 - 1-й етап | -    | 64'      |
| 23-9-2022  | Тбілісі   | Грузія    | 2 – 0     | Північна Македонія | Ліга націй УЄФА 2022-2023 - 1-й етап | -    | 72'      |
| 26-9-2022  | Гібралтар | Гібралтар | 1 – 2     | Грузія             | Ліга націй УЄФА 2022-2023 - 1-й етап | -    | 61'      |
| 28-3-2023  | Батумі    | Грузія    | 1 – 1     | Норвегія           | Відбір до ЧЄ 2024                    | -    | 53' 70'  |
| 17-6-2023  | Ларнака   | Кіпр      | 1 – 2     | Грузія             | Відбір до ЧЄ 2024                    | -    |          |
| Усього     |           | Матчів    | 12        |                    | Голів                                | 0    |          |

## Титули і досягнення
- Чемпіон Грузії (3):

«Динамо» (Тбілісі): 2019, 2020
«Динамо» (Батумі): 2021
- Володар Суперкубка Грузії (1):

«Динамо» (Батумі): 2022
- Чемпіон Сербії (1):

«Црвена Звезда»: 2022-23
- Володар Кубка Сербії (1):

«Црвена Звезда»: 2022-23
- Чемпіон України (1):

«Шахтар»:2023-24
- Володар Кубка України (2):

Шахтар (2): 2023-24, 2024/25